# Bernardo Vu Van Due
Bernardo Vu Van Due (en vietnamita: Bênađô Vũ Văn Duệ) (Quần Anh Hạ, provincia de Nam Định, Vietnam, 1755 - Ba Tòa, Vietnam, 1 de agosto de 1838) fue un sacerdote vietnamita convertido al catolicismo, mártir, es venerado como santo por la Iglesia católica.
Los padres de Bernardo eran cristianos. Aunque comenzó a prepararse para el sacerdocio temprano, su formación se vio interrumpida repetidamente debido a la persecución. Fue ordenado sacerdote en 1795 y trabajó como misionero en el país durante varias décadas.
Fue arrestado el 4 de julio de 1838. Pasó dos meses en prisión, durante los cuales a menudo fue llevado a juicio. Debido a su vejez, no fue sometido a torturas. Cuando los perseguidores concluyeron que no renunciaría a su fe ni pisotearía la cruz, fue sentenciado a muerte y decapitado el 1 de agosto, junto con Domingo Nguyễn Văn Hạnh en Tonkin.
Fue beatificado el 27 de mayo de 1900 por el papa León XIII, y más tarde fue canonizado por el papa Juan Pablo II el 19 de junio de 1988 como uno de los 117 mártires vietnamitas.